# Shorot Francis Gomes
Shorot Francis Gomes (ur. 15 grudnia 1965 w Hashnabad) – bangladeski duchowny rzymskokatolicki, w latach 2016–2021 biskup pomocniczy Dhaki, biskup diecezjalny Srihotto od 2021.

## Życiorys
Święcenia kapłańskie przyjął 31 maja 1990 i został inkardynowany do archidiecezji Dhaka. Przez kilkanaście lat pełnił funkcje kierownicze w archidiecezjalnych seminariach. W latach 2012–2015 był wikariuszem generalnym diecezji Srihotto, a od 2016 pełnił taką samą funkcję w macierzystej diecezji.
8 lutego 2016 został prekonizowany biskupem pomocniczym Dhaki ze stolicą tytularną Forma. Sakry biskupiej udzielił mu 22 kwietnia 2016 arcybiskup Dhaki, Patrick D’Rozario.
12 maja 2021 otrzymał nominację na biskupa Srihotto.